# Plataea pausaniasi
Plataea pausaniasi là một loài bướm đêm trong họ Geometridae.